# Heriberto Frías
Heriberto Frías Alcocer (Querétaro, 15 de marzo de 1870 - Ciudad de México, 12 de noviembre de 1925) fue un militar, periodista y novelista mexicano caracterizado por el interés social y la crítica política, social y económica de sus escritos, testigo y crítico de excepción del Porfiriato y la Revolución mexicana.

## Biografía
Heriberto Frías nació en Querétaro, allí transcurrió su infancia. Cuando él tenía 14 años, su familia se trasladó a la Ciudad de México, su padre falleció a los pocos meses, por lo que la familia experimenta dificultades económicas. Su madre regresó a Querétaro, pero el joven Frías continuó sus estudios en la Escuela Nacional Preparatoria durante un tiempo, al mismo tiempo que comenzó a trabajar. Después de una breve estancia en la Cárcel de Belén, acusado de un pequeño robo, se enlistó en el ejército a los 19 años, en pleno apogeo del Porfiriato. En 1892, participó en la campaña militar contra la rebelión de Tomochic, pueblo chihuahuense donde la población se levantó en armas contra el gobierno de México a causa de problemas de un conflicto religioso (el culto a Teresa Urrea, La santa de Cabora).
El subsiguiente aplastamiento de la rebelión, con el exterminio de casi toda la población y la destrucción física del pueblo, dejó honda huella en Frías, quien relató ficcionalmente tales sucesos en la novela Tomochic, publicada por entregas desde el 14 de marzo de 1893 al 14 de abril de 1893, en el periódico El Demócrata (1893-1895) de su amigo Joaquín Clausell. La novela no aparecería con su nombre hasta 1899, en su tercera edición.
Aunque publicó el libro de forma anónima, el ejército descubrió su autoría y lo sometió a un consejo de guerra al término del cual fue expulsado del ejército mexicano. Se dedicó entonces al periodismo: fue colaborador en publicaciones como: El Mundo Ilustrado, El Imparcial, El Combatiente, Revista Moderna. En 1906 se mudó a Mazatlán, Sinaloa, donde dirigió el periódico local El Correo de la Tarde.
Abrazó la causa del antirreeleccionismo y la lucha contra el régimen de Porfirio Díaz, por lo que apoyó la campaña de Madero para la presidencia y ocupó diferentes puestos en los gobiernos revolucionarios y posrevolucionarios (miembro del Comité Central del Partido Constitucional Progresista, subsecretario de Relaciones Exteriores, cónsul en Cádiz). 
Aumentado su prestigio periodístico, se mudó a la Ciudad de México, donde dirigió el periódico El Constitucional de México (1910), y más tarde el periódico político La Convención (1914-1915). Después del golpe de Estado de Victoriano Huerta, se estableció en Hermosillo, Sonora, donde fue editor del diario La Voz de Sonora.
Tras el triunfo del gobierno convencionista, fue editor de la gaceta de la Convención de Aguascalientes, simplemente llamada La Convención. Después del triunfo de los partidarios de Carranza, fue condenado a muerte y permaneció preso en prisión de Santiago Tlatelolco, donde cumplió una condena de ocho meses. Álvaro Obregón lo nombró cónsul de México en Cádiz, España de 1921 a 1923, donde escribió ¿Águila o sol? Novela histórica mexicana. Para entonces Frías padecía una ceguera que lo mantuvo casi incapacitado, aunque escribió todavía su último libro: El álbum histórico popular de la Ciudad de México, en colaboración con Rafael Martínez Rip-Rip, murió poco después el 12 de noviembre de 1925.

### Ensayos
- El general Félix Díaz
- Juárez inmortal
- Album histórico popular de la Ciudad de México
- La guerra contra los gringos
- Episodios militares mexicanos

### Cuentos
- Leyendas históricas mexicanas 1899
- Biblioteca del niño mexicano
- Los piratas del boulevard
- Desfile de zánganos y víboras sociales y políticos de México, «Los niños héroes», «Cáscaras y semillas».

### Novelas
- Tomóchic 1893-1895 (llevada al cine como Longitud de guerra[5])
- El amor de las sirenas 1908
- El último duelo 1896
- Miserias de México
- ¿Águila o sol? 1923
- El diluvio (novela anunciada, pero nunca publicada).